# Triplophysa microps
Triplophysa microps е вид лъчеперка от семейство Nemacheilidae. Видът не е застрашен от изчезване.

## Разпространение
Разпространен е във Виетнам, Индия (Джаму и Кашмир и Химачал Прадеш), Китай (Тибет), Мианмар и Пакистан.

## Описание
На дължина достигат до 6,8 cm.